# Найнч
Найнч (нем. Naintsch) — коммуна (нем. Gemeinde) в Австрии, в федеральной земле Штирия. 
Входит в состав округа Вайц.  Население составляет 655 человек (на 31 декабря 2005 года). Занимает площадь 27,58 км². Официальный код  —  61732.

## Политическая ситуация
Бургомистр коммуны — Херберт Шоберер (АНП) по результатам выборов 2005 года.
Совет представителей коммуны (нем. Gemeinderat) состоит из 9 мест.
- АНП занимает 6 мест.
- СДПА занимает 3 места.